# Rincón de Sabanilla
Rincón de Sabanilla es un distrito del cantón de San Pablo, en la provincia de Heredia, de Costa Rica.

## Historia
Rincón de Sabanilla fue creado el 19 de noviembre de 2008 por medio de Decreto Ejecutivo 34914-MG.

## Geografía
Rincón de Sabanilla cuenta con un área de 2,41 km² y una altitud media de 1135 m s. n. m.

## Demografía
Para el año 2022, Rincón de Sabanilla cuenta con una población estimada de 10 279 habitantes, y para el último censo efectuado, en 2011, Rincón de Sabanilla contaba con una población de 8259 habitantes.

## Transporte

### Carreteras
Al distrito lo atraviesan las siguientes rutas nacionales de carretera:
- Ruta nacional 5

### Ferrocarril
El Tren Interurbano administrado por el Instituto Costarricense de Ferrocarriles, atraviesa este distrito.